# Nikola Ciprová
Nikola Ciprová (22. května 1993, České Budějovice) je česká herečka a zpěvačka působící převážně v muzikálech. Příležitostně se věnuje pěveckému dabingu pro Disney a Netflix. Pochází z Českých Budějovic, aktuálně žije v Praze. Je pravnučkou zesnulého letce RAF a „Tobrucké krysy" z druhé světové války plk. Milana Malého.

## Životopis
V roce 2012 vystudovala obor Propagační výtvarnictví – výstavnictví (grafický design) na Střední uměleckoprůmyslové škole sv. Anežky české v Českém Krumlově. Svému oboru se profesionálně věnovala až do roku 2018.[zdroj?]
V roce 2018 absolvovala pod vedením Jiřího Untermüllera Muzikálový kurz Ateliéru 3D v Jihočeském divadle, který odstartoval její pěvecko-hereckou kariéru. V rámci Muzikálového kurzu nastudovala roli Bělovouse Zrzundy v muzikálu pro děti Marka Ebena Kocour Modroočko, který měl premiéru 25. března 2018 v Jihočeském divadle. Následně si zahrála taktéž role Krtka a Žluťáka. Další reprízy se odehrály na Malé scéně DK Metropol v Českých Budějovicích.[zdroj?]
15. ledna 2019 se na Malé scéně DK Metropol v Českých Budějovicích uskutečnila premiéra muzikálu Zaslaná pošta, kde se představila v roli ztřeštěné novinářky Sacharózy Rezámkové. Hudbu k Zaslané poště složil Vojtěch Adamčík, libreto zpracoval Jan Batysta a režii provedl Jiří Untermüller.[zdroj?]
V roce 2019 se také zhostila role Anče v muzikálu pro děti Jak chtěl Trautenberk Krakonošův kožich. Dílo inspirované seriálem Krkonošské pohádky bylo uvedeno na Malé scéně DK Metropol v Českých Budějovicích.
Dále v roce 2019 získala roli bachařky Godzilly v muzikálu Voda (a krev) nad vodou s hity skupiny Elán. Premiéra se uskutečnila 5. září 2019 v pražském Divadle Kalich. V té době se přestěhovala trvale do Prahy.[zdroj?]
V témže roce se podílela na natáčení historického seriálu Krčín, kde si zahrála roli Máři. Natáčení přerušila pandemie koronaviru a seriál nebyl dotočen.[zdroj?]
Společně s dalšími umělci založila 25. září 2019 Hudební divadlo Ze:Mě v Českých Budějovicích.
V roce 2020 vydalo Divadlo Kalich CD s písněmi muzikálu Voda (a krev) nad vodou, kde nazpívala s Janem Tenkrátem ve studiu Vaša Patejdla ze skupiny Elán píseň Ulica.
15. října 2021 v Hudebním divadle Ze:Mě v Českých Budějovicích odehrála premiéru autorského muzikálu Cyrano z pera Vojtěcha Adamčíka a Filipa Šinknera. Zde nastudovala roli pekařky Lisy. Režisérem muzikálu byl David Cody.[zdroj?]
V muzikálu Kocour Modroočko pokračovala od roku 2021 v pražském Divadle U Hasičů, tentokrát v roli Zelenoočky.
22. září 2022 odehrála premiéru autorského rockového muzikálu Doktor Faust v pražském Divadle Na Maninách. Ztvárňuje zde hlavní roli ďábla „Mefistofeles - žena“. Hudbu k muzikálu zkomponoval Vojtěch Adamčík, autorem libreta je Jan Batysta a režisérem inscenace je David Cody.

## Muzikály
- 2018 Kocour Modroočko - Bělovous Zrzunda, Krtek, Žluťák (Josef Kolář, hudba: Marek Eben, režie: Jiří Untermüller)[9]
- 2019 Zaslaná Pošta (hudba: Vojtěch Adamčík, libreto: Jan Batysta, režie: Jiří Untermüller)[10]
- 2019 Jak chtěl Trautenberk Krakonošův kožich - Anče (hudba a režie: Jiří Untermüller)
- 2019 Voda (a krev) nad vodou - Godzilla (hudba: Elán, libreto: Ján Ďurovčík, Peter Pavlac, režie a choreografie: Ján Ďurovčík, scéna: Martin Černý, kostýmy: Roman Šolc)[11][12]
- 2021 Cyrano - pekařka Lisa (hudba: Vojtěch Adamčík, texty písní a libreto: Filip Šinkner, režie: David Cody)[13]
- 2022 Doktor Faust - Mefistofeles - žena (hudba: Vojtěch Adamčík, texty písní a libreto: Jan Batysta, režie: David Cody)[14]

## Seriály
- 2019 - Krčín (ČKTV)[15]